# Лихтенштайн (Саксония)
Лихтенштайн (нем. Lichtenstein) — город в Германии, в земле Саксония. Подчинён административному округу Хемниц. Входит в состав района Цвиккау. Подчиняется управлению Рунд ум ден Ауэрсберг. Население составляет 12706 человек (на 31 декабря 2010 года). Занимает площадь 15,48 км². Официальный код — 14 1 73 130.
Город подразделяется на два городских района.

## Достопримечательности
- Замок Лихтенштайн